# 島根県道21号松江島根線
島根県道21号松江島根線（しまねけんどう21ごう まつえしまねせん）は、島根県松江市を通る県道（主要地方道）である。

## 概要
松江市街地南部から中心市街地を経て、市内鹿島地区東部を経由して同市島根町加賀に至る路線である。終点は松江市加賀公民館前に架かる新橋の手前にある。

### 路線データ
- 起点：島根県松江市上乃木4丁目[要出典]
- 終点：島根県松江市島根町加賀[要出典]

## 歴史
- 1993年（平成5年）5月11日 - 建設省から、県道松江島根線が松江島根線として主要地方道に指定される[2]。

## 路線状況
松江市内ではくにびき道路として国道431号と重複する現道と、その西側に旧道が並走している。旧道はこのうち国道9号と国道431号を連絡する区間が県道に指定されている。
以前は、国道485号とも重複していたが、2013年3月10日の松江だんだん道路の全線開通に伴い、同年3月12日付の島根県告示第162号により、松江だんだん道路が国道485号の本線となり、一般道路部は国道485号の指定を解除され、重複が解消された。
また、くにびき道路では、くにびき大橋や西津田交差点など複数箇所が島根県の主要渋滞ポイントとして挙げられていた。そのため、島根県では渋滞解消に向けた事業を進め、2012年3月24日に松江第五大橋道路（松江だんだん道路）の一部区間を供用開始した。交通量を開通前と開通1か月後で比較した結果、くにびき大橋では交通量が約18%減少し、他の交差点を含め、ピーク時間においても渋滞の待ち時間が解消したとしている。
なお、日本損害保険協会のまとめによると、2007年から2010年の島根県事故多発交差点のワースト5として本路線の交差点が各年とも複数挙げられている。中でも国道432号との交差点は2009年および2010年のワースト1となっているほか、国土交通省の平成15年の事故危険箇所にも指定されている。

### 支線・バイパス
旧道（県道指定区間）
松江市雑賀町（相生町交差点）から松江市南田町（鍛冶橋交差点）にかけて、大橋を経由する。路線延長は1.2688 km。
西川津工区改築事業（事業中）
国道431号と本路線の現道とを松江市西川津町で連絡する全長900mのバイパス道路。島根大学周辺の渋滞解消と安全性向上のほか、島根町方面から国道431号や2013年開通予定の松江第五大橋道路川津ICへのアクセスを容易にすることで、くにびき道路や高速道路網（山陰自動車道）への速達性向上を目的としている。
このうち、国道431号交点からの一部区間と市道取付道路が2011年7月29日に開通した。残り区間は2011年7月現在も施工中である。

### 通称
くにびき道路
起点から松江市菅田町にかけての通称。この区間は松江圏都市計画道路3・3・3上乃木菅田線として両側4車線で整備されてきた。

### 重複区間
- 島根県道260号本庄福富松江線（松江市学園南・総合体育館前交差点 - 松江市北田町・大国橋交差点）
- 国道431号（松江市菅田町・附属中前交差点 - 松江市下東川津町）
- 島根県道37号松江鹿島美保関線（松江市島根町大芦 - 松江市島根町加賀・松江市島根町加賀 - 松江市島根町加賀）

### 道路施設
桧山西トンネル
桧山東トンネルに先行して供用開始。現在は北行道路に供されている。
桧山東トンネル
1989年（平成元年）3月に竣工した延長499mのトンネル。南行道路に供されている。
新大橋（旧道）
1934年（昭和9年）に松江市街地で大橋川を跨ぐ橋としては大橋に次いで2番目に開通した延長140mの橋。
くにびき大橋
1981年（昭和56年）7月7日に松江市街地で大橋川を跨ぐ橋としては4番目に開通した延長296mの橋。大橋川のほかに中州を挟んだ剣先川を跨ぐ。
持田トンネル
1978年（昭和53年）3月に竣工した延長217mのトンネル。供用開始以前は未開通区間であった松江市と鹿島町（当時）を結ぶ。
新道トンネル
1981年（昭和56年）2月に竣工した延長620mのトンネル。供用開始以前は未開通区間であった鹿島町と島根町（いずれも当時）を結ぶ。

## 地理
松江市街地を南側でバイパスする国道9号松江道路（山陰自動車道）との交点を起点とし、くにびき道路を松江市街地に向かって北上する。旧来は国道4路線が乗り入れる相生町交差点を起点に北上していたが、現在は当該区間は旧道としている。現道も旧道もそれぞれ大橋川を渡り、松江市の橋南と橋北を結んでいる。くにびき道路の北端で右折し、島根大学の正門前を通過すると右手に朝酌川が現れる。程なくして左折するとしばらく山越えとなり、昭和後期に開通した持田トンネルと新道トンネルを通過すると日本海へ出る。
終点附近の島根町大芦からは島根県道37号松江鹿島美保関線との重複区間となっているが、島根町加賀で県道37号と別れ、加賀漁港を経由して再び合流し、重複の状態で松江市加賀公民館前が終点となっている。

### 通過する自治体
- 松江市[15]

### 交差する道路

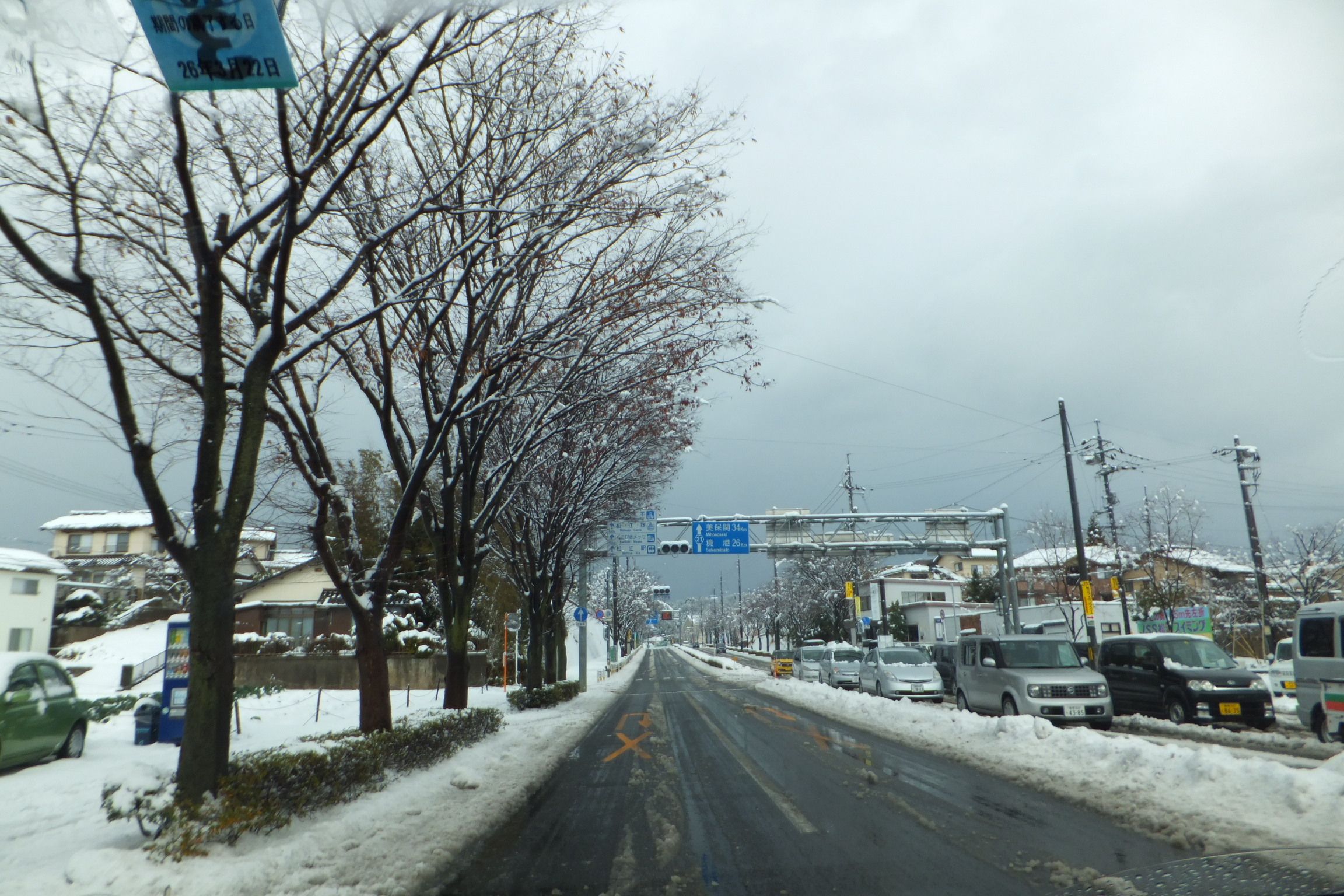
起点付近
松江市上乃木4丁目で撮影

島根県内では、国道9号や国道54号を除いた多くの交差点で交差点名の表示が設置されていなかったが、松江市では市街地を中心に2010年頃から順次設置されている。
| 交差する道路                                       | 交差する場所            | 交差する場所            |
| 現道                                               | 現道                    | 現道                    |
| -------------------------------------------------- | ----------------------- | ----------------------- |
| E9 山陰自動車道 島根県道246号八重垣神社線          | 上乃木（あげのぎ）4丁目 | 起点 25 松江中央IC      |
| 国道432号                                          | 上乃木5丁目             |                         |
| 国道9号 国道180号 重複                             | 西津田7丁目             | 西津田交差点            |
| 島根県道22号松江停車場線                           | 朝日町                  | くにびき大橋南詰交差点  |
| 島根県道260号本庄福富松江線                        | 学園南1丁目             | 総合体育館前交差点      |
| 島根県道352号宍道湖湖北自転車道線未供用            | 菅田町（すがたちょう）  |                         |
| 国道431号 重複区間起点                             | 菅田町                  | 附属中前交差点          |
| 国道431号 重複区間終点                             | 下東川津町              |                         |
| 島根県道264号講武古江線                            | 鹿島町上講武            |                         |
| 島根県道37号松江鹿島美保関線 重複区間起点          | 島根町大芦（おわし）    |                         |
| 島根県道37号松江鹿島美保関線 / 旧道                | 島根町加賀（かか）      |                         |
| 港湾道路                                           | 島根町加賀              |                         |
| 島根県道37号松江鹿島美保関線 / 旧道                | 島根町加賀              |                         |
| 島根県道37号松江鹿島美保関線 重複区間終点          | 島根町加賀              | 終点                    |
| 旧道                                               |                         |                         |
| 国道9号 国道54号 重複 国道180号 重複               | 雑賀町                  | 相生町交差点 / 旧道起点 |
| 島根県道22号松江停車場線 島根県道253号宍道湖公園線 | 朝日町                  | 朝日町交差点            |
| 国道431号                                          | 南田町                  | 鍛冶橋交差点 / 旧道終点 |

### 沿線にある施設など
- JR山陰本線
  - 松江駅
- 松江中央郵便局
- 松江市北公園
- 島根大学